# Orlando Orsini

Stemma Orsini di Pitigliano.

Orlando Orsini (... – Roma, 1505) è stato un vescovo cattolico e letterato italiano.

## Biografia
Era figlio di Aldobrandino II Orsini e di Bartolomea Orsini, figlia di Carlo conte di Tagliacozzo e di Bracciano.
Venne eletto vescovo di Nola nel Regno di Napoli da papa Sisto IV e nel 1494 fu a Napoli per l'incoronazione del re Alfonso II d'Aragona. L'anno successivo fu chiamato a Roma con l'incarico di rettore dell'università. Nel 1497 fu tra i commissari che videro l'edificazione del palazzo della Sapienza.
Morì nel 1505.